# Motuhaga (dorp)
Motuhaga is de tweede nederzetting van het Tokelause atol Nukunonu. Het dorp ligt op het gelijknamige eiland Motuhaga, dat met een brug verbonden is met het enige andere dorp op het atol, het hoofddorp Nukunonu Village.
In Motuhaga bevindt zich het Saint Joseph Hospital.

## Vervoer
Aangezien er in het atol Nukunonu geen luchthaven is (dat geldt overigens voor Tokelau in het geheel), is het dorp enkel per boot te bereiken.

Atafu: Atafu

Fakaofo: Fakaofo · Fale

Nukunonu: Motuhaga · Nukunonu Village